# Quadrant (constellation)
Pour les articles homonymes, voir Quadrant.

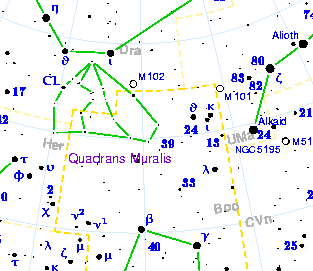
Carte de l'ancienne constellation du Quadrant Mural.

Le Quadrant ou Quadrant Mural (en latin : Quadrans Muralis) était une constellation créée par Jérôme Lalande en 1795, à laquelle il donna le nom du principal instrument d'astronomie qu'il utilisait : le quadrant. Elle était située entre les constellations du Bouvier et de la Grande Ourse. En 1922, elle est devenue obsolète, disparaissant des catalogues astronomiques, mais les essaims de météorites des Quadrantides portent son nom.